# Torneio de tênis de Eastbourne
O torneio de tênis de Eastbourne compreende os eventos profissionais de tênis que acontecem ou aconteceram em Eastbourne, no Reino Unido. No calendário de elite, é combinado masculino e feminino desde 2009.
Atualmente, possui o nome comercial de Rothesay International Eastbourne e recebe os seguintes torneios:
- ATP de Eastbourne, torneio masculino organizado pela Associação de Tenistas Profissionais, na categoria ATP 250;
- WTA de Eastbourne, torneio feminino organizado pela Associação de Tênis Feminino, na categoria WTA 500.